# Тетруашвілі Джемал Джемалович
Джемал Джемалович Тетруашвілі (біл. Джэмал Тэтруашвілі, нар. 3 квітня 1975, Мінськ) — білоруський актор театру і кіно.

## Життєпис
Народився 3 квітня 1975 року в Мінську в грузинській сім'ї.
У 1978-1993 роках танцював в народному ансамблі танцю «Ровесник».
У 1995 році закінчив Білоруську академію мистецтв, спеціальність: «Актор драматичного театру і кіно». Після академії служив у багатьох театрах: «Вільна сцена»; Молодіжний театр; Театр кіноактора; Національний академічний драматичний театр імені М.Горького; Ляльковий театр. Також тоді грав епізодичні ролі в кіно, в 1998 році знявся в кліпі музичної групи «Білий орел» «Як чарівні в Росії вечора», а в 2000 — в кліпі співака Олександра Малініна «Треба жити».
У 2003 році приїхав до Москви на запрошення сценографа Зиновія Марголіна на кастинг на роль Остапа Бендера в мюзикл «12 стільців». Кастинг актор пройшов, і це стало першим досвідом актора в Москві. Ця роль допомогла Джемалю Тетруашвілі стати відомим, і його почали запрошувати в багато картин.
У 2011 році взяв участь в постановці Єгора Дружиніна «Життя!» — виконав роль Старичка.
З кінця 2015 веде, спільно з Юлією Висоцькою, телепередачу «Ранок з Юлією Висоцькою» на каналі НТВ.

### Особисте життя
Одружений з акторкою Ольгою Мединич з 1 березня 2016 року. Виховують разом сина Ольги від першого шлюбу — Дмитра. Також у актора є дочка Софіко, яка народилася 4 липня 2008 року.

## Творчість

### Театральні роботи

#### Театр-студія кіноактора Республіканського унітарного підприємства «Національна кіностудія„Білорусьфільм“»
- 1999 — «Філумена Мартурано» — Ріккардо

#### Національний академічний драматичний театр ім. М. Горького
- 1999 — «Бенкет під час чуми» — Анджело
- 1999 — «Раскіданае гняздо» — Симон
- 2000 — «Гамлет, принц данський» — Лаерт

### Фільмографія
- 1999 — 2001 — Прискорена допомога — медбрат другої бригади
- 2001 — Поводир — Миша, начальник і однокурсник Артема
- 2002 — Закон — Олег Костянтинович Марков
- 2002 — Каменська 2 — молодий чоловік на дискотеці
- 2003 — У червні 41-го — сержант НКВД
- 2003 — Каменська 3 — Ільяс, член злочинного угруповання
- 2003 — Литовський транзит — Віктор Гварамія
- 2003 — Небо і земля — пасажир літака
- 2004 — Конвалія срібляста 2 — старшина на складі списаної техніки
- 2005 — Близькі люди — Никоненко, слідчий
- 2005 — Велике зло та дрібні капості — Никоненко, майор міліції
- 2005 — Мотузка з піску — Федя, брат Діми Колосова
- 2005 — Коханка — турист
- 2005 — Розлучення і дівоче прізвище — майор Никоненко
- 2005 — Студенти — Тимур Ванюков
- 2006 — Великі дівчатка — міліціонер
- 2006 — Дідусь моєї мрії 2 — кавказець
- 2006 — Папа на всі руки — Степан, помічник Сергія Славіна
- 2007 — Марш Турецького — Олег, козак
- 2007 — Оплачено смертю —  Вахтанг Гурулі
- 2008 — Міраж
- 2009 — Перше кохання — Артур, водій Бориса
- 2010 — Замах
- 2010 — Розкрутка — Геннадій Гвоздьов, чоловік Дунаёвой
- 2011 — 2016 — Світлофор — Паша Калачов (характеризує жовтий колір)
- 2012 — СОБР — Борис Борисович Бєлогорцев, голова правління Ставкомбанка
- 2012 — Відстебніть ремені — Гриша
- 2012 — Метод Фрейда
- 2013 — Його любов — Артур
- 2013 — Три мушкетери — шинкар в Менге
- 2015 — Невловимі — Дмитро Сафонов
- 2016 — Родичі — Сергій-молодший син
- 2016 — Чемпіони: Швидше. Вище. Сильніше. — Хірург
- 2016 — Невловимі: Бангкок — Дмитро Сафонов
- 2016 — Сімейні обставини — Анатолій
- 2017 — Мій улюблений привид
- 2017 — Жорстокий світ чоловіків